# Ermentrude II (abbesse de la Cambre)
Pour les articles homonymes, voir Ermentrude.
Ermentrude II est une religieuse cistercienne qui fut la 8e abbesse de l'abbaye de la Cambre.